# Bones (Imagine Dragons)
Bones is een nummer van de Amerikaanse poprockband Imagine Dragons uit 2022. Het is de eerste single van hun zesde studioalbum Mercury – Acts 1 & 2.
"Bones" kent een optimistischer tekst dan eerdere nummers van Imagine Dragons. Frontman Dan Reynolds legt uit: "Bones is een weerspiegeling van mijn constante obsessie met de eindigheid en kwetsbaarheid van het leven. Ik ben altijd op zoek naar enig bewijs dat me ervan zal overtuigen dat er meer gaat komen, dat het leven in zekere zin echt oneindig is. Omdat ik dat nog niet heb gevonden, probeer ik op deze track op zijn minst te dromen over hoe het zou zijn om de dood te overwinnen". Het nummer leverde de band een wereldwijde hit op. Zo bereikte het een bescheiden 47e positie in de Amerikaanse Billboard Hot 100. In de  Nederlandse Top 40 kwam het tot de 14e positie, en in de Vlaamse Ultratop 50 tot de 18e.

## NPO Radio 2 Top 2000
| Nummer met noteringen in de NPO Radio 2 Top 2000 | '23  | '24  |
| ------------------------------------------------ | ---- | ---- |
| Bones                                            | 1671 | 1479 |

1. ↑  Een vetgedrukt getal geeft de hoogste notering aan.
2. ↑  2023 was het eerste jaar met een notering voor dit nummer.